# Угловая извилина

Анимация. Угловая извилина показана красным

Угловая извилина — регион мозга, лежащий в основном в антеролатеральном регионе теменной доли. Ее значение связано с передачей визуальной информации в область Вернике для усвоения письменной речи. Она также вовлечена в процессы, связанные с языком, арифметикой, пространственным изучением, извлечением информации из памяти, вниманием и психическим состоянием человека.

## Функция
Угловая извилина — это часть мозга, тесно связанная с обработкой языка (чтением, письмом, интерпретацией написанного).  Повреждение извилины влечет за собой появление синдрома Герстмана, проявляющегося в виде пальцевой агнозии (неспособности отличать пальцы рук), алексии (невозможности читать), акалькулии (невозможности производить арифметические действия) , аграфии (затруднения с письмом) и неспособности различить правую и левую сторону.